# The Magnetic Fields
The Magnetic Fields è un gruppo musicale statunitense. La formazione, guidata dal cantautore newyorkese Stephin Merritt, autore di quasi tutti i brani e interprete di buona parte delle musiche, include Claudia Gonson, Sam Davol, e John Woo. Col gruppo ha collaborato spesso lo scrittore Lemony Snicket, autore della celebre serie di romanzi per ragazzi Una serie di sfortunati eventi.

## Storia
Il gruppo è nato nel 1989 da un progetto di Merritt, che precedentemente aveva lavorato in un progetto solista con il nome d'arte "Buffalo Rome". In seguito Merritt iniziò a collaborare con la musicista Claudia Gonson (pianoforte, percussioni, voce), con la quale aveva suonato fin dai tempi del liceo nel gruppo Zinnias. Gonson e Merritt si stabilirono inizialmente a Boston, e qui diedero vita ai Magnetic Fields, acquisendo altri strumentisti. L'album di debutto della nuova formazione, Distant Plastic Trees, fu pubblicato nel 1990.
Dal 1990 il gruppo ha inciso undici album in studio, tre dei quali costituiscono un'opera unitaria intitolata 69 Love Songs, considerato tra i migliori album pop degli anni novanta. La traccia più celebre dell'album è The Book of Love, di cui verranno fatte numerose cover firmate, tra gli altri, da Peter Gabriel, Tracey Thorn, Gavin James, e Zucchero.

## Stile musicale
Gruppo indie e chamber pop, i Magnetic Fields hanno prediletto un cupo ed eclettico stile musicale che "riassume decenni di storia della musica, dall'operetta a Schubert, dal cabaret al music hall, da Broadway a Nashville, dai teen idol degli anni '60 al synth-pop degli anni '80." Fra le altre influenze della formazione di Stephen Merritt vi sono il country, i valzer e il folk rock. Il gruppo impiega una strumentazione eterogenea, che include sintetizzatore, pianoforte, chitarra classica, fisarmonica, strumenti giocattolo e altro. Le prime pubblicazioni, registrate a bassa fedeltà e dal piglio scanzonato, includono Holiday (1994), primo album interamente cantato dal Merritt e citato fra i precursori dell'indie pop. A partire da 69 Love Songs (1999) il gruppo ha iniziato ad assimilare l'elettronica prendendo le distanze dalla formula "lo-fi" delle origini. I testi del gruppo sono spesso umoristici, minimalisti e incentrati sul tema dell'amore.

## Discografia
- 1991 - Distant Plastic Trees (Red Flame)
- 1992 - The Wayward Bus (PoPuP Records)
- 1994 - The Charm of the Highway Strip (Merge Records)
- 1994 - Holiday (Feel Good All Over)
- 1995 - Get Lost (Merge Records)
- 1999 - 69 Love Songs (3 CD) (Merge Records)
- 2004 - I (Nonesuch)
- 2008 - Distortion (Nonesuch)
- 2010 - The Magnetic Fields (Nonesuch)
- 2012 - Love at the Bottom of the Sea (Domino/Merge Records)
- 2017 - 50 Song Memoir (Nonesuch)
- 2020 - Quickies (Nonesuch)